# Studii în teren despre sexul ucrainean
Studii în teren despre sexul ucrainean (titlu originar în ucraineană Польові дослідження з українського сексу, transliterat: Polovi doslidjennea z ukraiinskoho seksu) este un roman din 1996 al scriitoarei Oksana Zabujko. A provocat controverse semnificative în rândul criticilor și cititorilor.
Această scriere feministă inovatoare și complexă a fost o experiență nouă pentru cititorii și comunitatea intelectuală din Ucraina. Într-un sondaj din 2006, romanul a fost recunoscut ca având cel mai mare impact asupra societății ucrainene în cei 15 ani de independență. Traducerea în engleză (Fieldwork in Ukrainian Sex) a fost realizată de Halyna Hryn și a fost publicată în 2011, devenind cel mai tradus volum de proză ucraineană nouă din întreaga lume, cu traduceri disponibile în 15 limbi. Este adesea inclus în listele de lectură și considerat un clasic modern al literaturii est-europene.

## Rezumat
În centrul acțiunii se află poeta ucraineană Oksana și iubitul ei, un artist și sculptor ucrainean, numit „Mîkola K”. Oksana povestește relația ei cu Mîkola și inserează episoade din viața familiei și a prietenilor ei. Pe alocuri, strecoară teme legate de noua istorie ucraineană, despre esența iubirii și a pasiunii, identitatea ucrainenilor și în special a femeilor din Ucraina.
Oksana l-a întâlnit pe Mîkola la un festival din Luțk, unde el s-a oferit să-i prezinte arhitectura locală, însă ea l-a refuzat la început, considerându-l un „tip ieftin”. Și totuși, în ciuda presentimentului ei, a plecat cu el și au petrecut noaptea împreună în studioul lui. Astfel a început relația lor amoroasă, care a durat întreaga toamnă. Oksana a avut de suferit deseori, din cauza nepăsării iubitului ei și a carcaterului lui rece și dur. Cu toate acestea, era prima ei dragoste, vorbea excelent limba ucraineană și aveau multe în comun.
După trei luni, Oksana a fost invitată să predea la Cambridge, în SUA. La scurt timp după ce i-a spus vestea lui Mîkola, a izbucnit un incendiu în casa în care ea își petrecea timpul cu prietenii ei. Oksana l-a bănuit pe Mîkola de acest accident și i-a propus să meargă cu ea în SUA, însă el a refuzat.
În străinătate, Oksana a început să se simtă tot mai singură și îngrijorată că Mîkola va muri într-un accident de mașină (ceea ce deja aproape se întâmplase de mai multe ori). Pentru a evita gândurile negative, își petrecea timpul la piscină și la bibliotecă, însă degeaba. La sfârșitul iernii, Oksana a auzit că Mîkola ar fi murit într-un accident de mașină, ceea ce i-a provocat gânduri legate de îmbătrânire, a început să se vadă bătrână, deși avea doar 34 de ani. După ce s-a gândit mult la această tragedie, și-a făcut curaj și l-a sunat pe Mîkola, care într-adevăr avusese un accident de mașină în care își fracturase coastele, însă era viu. Prietenul Oksanei, Mark, s-a oferit să-l ajute pe Mîkola să vină în SUA și să-i găsească un loc de muncă.
Deși Oksana și Mîkola s-au reunit până la urmă, relația lor în SUA nu a durat mult. S-au certat foarte mult, iar Mîkola, rămas fără bani, a părăsit-o pe Oksana.
La sfârșit, ea recunoaște că totuși a meritat să îl iubească, pentru că numai oamenii liberi pot iubi și dragostea înlătură frica. Donna, prietena ei din SUA, menționează că deși bărbații est-europeni sunt bădărani, măcar sunt pasionali, în schimb cei americani nici măcar atât.

## Teme
Principalele teme abordate sunt: identitatea unei femei și identitatea națională. Romanul se concentrează pe conștiința națională ucraineană și redă preocuparea autoarei despre literatura ucraineană care nu mai e citită și efectele asupra împlinirii poporului ucrainean.
Oksana, prin vocea eroinei ei, recunoaște că dacă ar fi scris, de exemplu, în rusă sau engleză, cărțile ei nu ar fi stat ani de zile pe rafturile librăriilor din Kiev. O persoană dintr-o societate post-colonială este măcinată de frică, iar „expunerea corpului” reprezintă o eliberare de frică. Oksana Zabuzhko exprimă în această carte o nouă idee de sexualitate și de personalitate feminină, bazată pe concepții feministe. Prin opera sa, scriitoarea a creat un nou model de personaj feminin, de tip intelectual, care se confruntă cu diferite probleme de gen. Personajul ei este o femeie intelectuală, independentă, autosuficientă, capabilă să vorbească și să se apere.

## Receptare critică
Potrivit unei recenzii, experiența de a citi acest roman se aseamănă cu încolăcirea unui șarpe în jurul prăzii - pielea șarpelui care strălucește și fascinează în timp ce se strânge tot mai puternic și sufocă prada - la fel cum după o imagine frumoasă descrisă de autoare lovește greutatea tot mai greu de suportat a unui trecut istoric, care devorează lent cititorul, până când și el este asimilat, Ucraina fiind descrisă ca „o alegere între nonexistență și o existență care te ucide”. Oksana Zabujko, născută în Ucraina sub dominație sovietică, martoră la destrămarea URSS și la independența Ucrainei, analizează răvășitor și uimitor prin personajul ei ce înseamnă să fii ucrainean. Analiza se realizează cu precădere prin metaforă, grija exagerată a protagonistei reflectă relația ei tumultoasă, pasională și abuzivă și eliberarea, într-un final, de iubitul ei ucrainean. Stilul narativ este neconvențional, expresie a propriei identități fragmentate și a identității fragmentate a oricărui ucrainean.
Zabuzhko a declarat că romanul este autobiografic, deoarecea în calitate de autor, se simte responsabilă pentru „autenticitatea experienței exprimate în lucrare” și transmite această atitudine și cititorului. Și ea a fost influențată de literatura ucraineană, cu restricții și tabuuri, de care acum se eliberează și are curaj să se exprime fără teamă. Romanul este structurat, în mare parte, într-un lung monolog al naratorului, care conține atât limbaj colocvial, uneori chiar vulgar, cât și limbaj poetic (opera conține fragmente de poezii scrise chiar de Zabuzhko sau de alți autori ucraineni). Ea inserează aceste fragmente poetice în proză care produc o pauză în acțiune, o relaxare, apoi continuă cu investigația asupra realității. Pe de altă parte, poezia poate fi interpretată și ca o declarație a autoarei prin care își exprimă mândria pentru opera ei, încă o atitudine feministă radicală și îndrăzneață.
Monologul naratorului este uneori întrerupt de vorbirea cu un public fictiv, precum sintagma „Doamnelor și domnilor”. În general, limbajul personajului principal este caracterizat de propoziții lungi, complexe, cu multe complicații și semne de punctuație. Unele propoziții se pot întinde pe o pagină întreagă sau chiar mai mult. Monologurile din roman sunt construite în așa fel încât naratorul să apară în ele la persoana I, a II-a și a III-a.